# 徐潭 (弘治進士)
徐潭（1459年—？），字汝容，浙江杭州府錢塘縣人，匠籍，明朝政治人物。

## 生平
弘治五年（1492年）壬子科浙江鄉試第八十九名舉人。弘治六年（1493年）聯捷癸丑科會試第二百四十五名，三甲第一百九十四名進士。历官南京工部郎中，正德五年（1510年）三月升湖广布政司右参议，九月升本省按察司副使，兵备辰沅，九年正月官员考察，以罢软冠帶閑住。

## 家族
曾祖徐德潤；祖父徐文智，贈工部員外郎；父徐敏，廣南府知府。母盧氏（封宜人）。慈侍下。